# Waka Waka (This Time for Africa)
Waka Waka (This Time for Africa) è un singolo della cantante colombiana Shakira, pubblicato l'11 maggio 2010 come secondo estratto dalla raccolta Listen Up! The Official 2010 FIFA World Cup Album.

## Descrizione
Il singolo, che ha visto la collaborazione del gruppo musicale sudafricano Freshlyground, è stato scelto come inno ufficiale dei mondiali di calcio FIFA 2010, che si sono svolti in Sudafrica.
Il brano è stato scritto dalla stessa Shakira e da John Hill basandosi sulla canzone camerunense Zangalewa del gruppo Golden Sounds del 1986, da cui è stato ripreso quasi interamente il ritornello. La canzone è scaricabile a partire dall'11 maggio 2010. Il brano è stato suonato con strumenti Afro-Colombiani e con chitarre sudafricane. Waka Waka risale alla seconda guerra mondiale ed è il ritornello di un canto popolare diffuso tra i militari camerunensi. Shakira ha dichiarato di essere onorata che la canzone sia stata scelta come inno dei mondiali.
Il brano è poi stato inserito nella riedizione dell'album del 2009 She Wolf e in versione K-Mix nel nuovo album Sale el sol.

## Successo commerciale
La canzone ha raggiunto la prima posizione nella classifica italiana, mantenendola per 16 settimane consecutive e diventando così il brano di maggior successo nella classifica dei download digitali della FIMI e il brano più venduto in Italia nel 2010.
Anche a livello mondiale il singolo ha riscosso un grande successo: è arrivato alla prima posizione delle classifiche in 19 paesi. È inoltre il singolo ufficiale dei mondiali di calcio che ha venduto di più e più velocemente nell'era della musica digitale. Il brano, grazie alla straordinaria popolarità raggiunta con i mondiali di calcio, alla semplicità del testo e al ritmo africano, è diventato il tormentone dell'estate 2010.
Il 22 gennaio 2011 Waka Waka è stata premiata agli NRJ Music Awards 2011 come Canzone internazionale dell'anno superando Love the Way You Lie, California Gurls e Bad Romance; nella stessa serata Shakira ha vinto anche il premio come Artista internazionale dell'anno, superando Katy Perry, Rihanna e Lady Gaga. Nei primi sei mesi del 2012, il singolo ha continuato a vendere negli Stati Uniti, vendendo circa 143 000 copie.

## Video musicale
La première del video è avvenuta il 6 giugno 2010. Nel video appaiono i calciatori: Fabio Grosso, Lionel Messi, Dani Alves, Rafael Márquez, Gerard Piqué, Pedro Rodríguez Ledesma, Siniša Mihajlović, Jens Jeremies, Taribo West, Carlos Kameni, Samuel Eto'o, Josip Šimunić, Park Ji-sung, Yoo Sang-Chul, Paul Robinson, Roberto Baggio, Hasan Şaş, Pelé, Diego Armando Maradona, Miroslav Klose, Zinédine Zidane, Fabien Barthez, Thierry Henry, Patrick Vieira, Gennaro Gattuso, Steven Gerrard, Ronaldo, Roberto Carlos, Denílson, Gilberto Silva, Cristiano Ronaldo, David Beckham, El Hadji Diouf, Cláudio Taffarel, Hernán Crespo.
Il videoclip inizia con il calcio di rigore battuto da Fabio Grosso che portò l'Italia alla vittoria del Mondiale 2006 in Germania. Alle scene dei calciatori si alternano le immagini della cantante vestita con un top arancione e una gonna nera di piume che balla insieme al gruppo. Nel video è presente anche la scena del rigore sbagliato da Roberto Baggio nel Mondiale del 1994 che consegnò la vittoria finale nelle mani del Brasile ai danni dell'Italia.
Il video (nella sua versione inglese) è stato il più visto su YouTube nel mese di giugno, con circa 138 milioni di visualizzazioni. L'8 febbraio 2011 il video ha raggiunto quota 452 milioni di visualizzazioni, il che ne ha fatto il terzo video musicale più visto di tutti i tempi. Nel dicembre 2012, il video ha superato le 500 milioni di visualizzazioni, risultando il sesto video più visto del sito. Il 24 gennaio 2016 il video ha raggiunto il traguardo di un miliardo di visualizzazioni, mentre il 26 agosto 2018 ha superato i due miliardi di visualizzazioni. È uno dei video che ha ottenuto la certificazione Vevo.

## Accoglienza e polemiche
I sudafricani hanno criticato il fatto che la canzone ufficiale non fosse interpretata da un artista locale, ritenendo che Shakira non rappresentasse il loro paese. Anche la presenza alla cerimonia di molti artisti stranieri (soprattutto statunitensi) come i Black Eyed Peas, Alicia Keys e John Legend al posto di musicisti locali, è stata oggetto di critiche. Shakira rispose a questa critica dicendo che «i mondiali sono un evento globale che connette i paesi, le religioni e le condizioni in un'unica passione. Sono un evento capace di unire e integrare, e questo è l'argomento di questa canzone». Shakira ha motivato così il perché la canzone risenta di elementi non solo della cultura colombiana, tipici della cantante, ma anche della cultura afro-caraibica.
Robert Copsey di Digital Spy ha assegnato al brano tre stelle su cinque e ha scritto: «Shakira canta sulle parti più saltellanti e ritmiche come una bambina ben nutrita. Per fortuna Waka Waka ha anche un ritornello giocosamente orecchiabile preso da un'antica melodia camerunese, e vari momenti hip-hop. Grazie a ciò, la canzone non andrà mai a scomparire completamente nel retrobottega di una festa di paese».
Inoltre, nel 1988, il gruppo femminile Las chicas del can aveva già eseguito il brano musicale El negro no puede, il cui ritornello era identico al brano di Shakira, e sono state diffuse in rete diverse false informazioni che avrebbero visto la cantante colombiana accusata di plagio. Tuttavia il compositore del brano, Wilfrido Vargas, ha smentito la presunta accusa di plagio rivolta a lei e la conseguente richiesta di risarcimento stimata attorno agli 11 milioni di dollari.

## Altre versioni
Shakira ha interpretato anche una versione del brano in spagnolo, intitolata Waka Waka (Esto es Africa), pubblicata nei paesi ispanici.
Nel disco di Shakira Sale el sol, pubblicato nell'ottobre del 2010, la canzone è stata inserita con l'arrangiamento denominato K-Mix, nelle sue versioni in lingua spagnola e in lingua inglese.
Sempre nel 2010 il gruppo Elio e le Storie Tese ha fatto una parodia della canzone, intitolata "Bunga Bunga", per criticare in maniera ironica l’allora Presidente del Consiglio italiano Silvio Berlusconi coinvolto nel "caso Ruby".
Una particolare versione del brano che miscela le parti del Waka Waka di Shakira con quelle dell'originale Zangalewa è stata scelta come colonna sonora del cinepanettone di Christian De Sica "Natale in Sudafrica".

## Esibizioni dal vivo
Shakira e i Freshlyground hanno eseguito la canzone nel concerto di inaugurazione dei mondiali il 10 giugno a Soweto, nella cerimonia inaugurale l'11 giugno nel Soccer City Stadium di Johannesburg in Sudafrica e nella cerimonia finale dell'11 luglio, due ore prima della finale.
Si è esibita inoltre anche agli NRJ Music Awards 2011.

## Tracce
CD singolo (Germania, Australia e Italia)
1. Waka Waka (This Time for Africa) (The Official 2010 FIFA World Cup Song feat. FreshlyGround) – 3:22
2. Waka Waka (Esto Es Africa) (Cancion Official De La Copa Mundial 2010 feat. FreshlyGround) – 3:22
3. Waka Waka (This Time for Africa) (Club Mix) – 3:12 – anche conosciuta come Freemasons Remix
4. Waka Waka (This Time For Africa) (K-Mix) – 3:04
5. Waka Waka (Esto Es Africa) (K-Mix) – 3:07

## Classifiche

### Classifiche settimanali
| Classifica (2010-23) | Posizione massima |
| -------------------- | ----------------- |
| Argentina            | 1                 |
| Australia            | 32                |
| Austria              | 1                 |
| Belgio (Fiandre)     | 1                 |
| Belgio (Vallonia)    | 1                 |
| Canada               | 11                |
| Danimarca            | 1                 |
| Estonia              | 2                 |
| Europa               | 1                 |
| Finlandia            | 1                 |
| Francia              | 1                 |
| Germania             | 1                 |
| Giappone             | 12                |
| Irlanda              | 10                |
| Israele              | 93                |
| Italia               | 1                 |
| Lussemburgo          | 1                 |
| Medio Oriente        | 9                 |
| Messico              | 1                 |
| Norvegia             | 2                 |
| Nuova Zelanda        | 34                |
| Paesi Bassi          | 2                 |
| Polonia              | 1                 |
| Portogallo           | 1                 |
| Regno Unito          | 21                |
| Repubblica Ceca      | 1                 |
| Slovacchia           | 2                 |
| Spagna               | 1                 |
| Stati Uniti          | 38                |
| Svezia               | 1                 |
| Svizzera             | 1                 |
| Ungheria             | 1                 |

### Classifiche di fine anno
| Classifica (2010)   | Posizione |
| ------------------- | --------- |
| Austria             | 2         |
| Belgio (Fiandre)    | 2         |
| Belgio (Vallonia)   | 1         |
| Canada              | 59        |
| Danimarca           | 1         |
| Europa              | 4         |
| Francia             | 1         |
| Germania            | 2         |
| Italia              | 1         |
| Paesi Bassi         | 4         |
| Spagna              | 1         |
| Stati Uniti (Latin) | 29        |
| Svizzera            | 1         |
| Classifica (2011)   | Posizione |
| Belgio (Fiandre)    | 69        |
| Belgio (Vallonia)   | 41        |
| Spagna              | 30        |
| Svezia              | 48        |
| Svizzera            | 33        |
| Ungheria            | 58        |
| Classifica (2012)   | Posizione |
| Francia             | 120       |

## Pubblicazione
| Paese       | Data           | Formato                   | Etichetta                |
| ----------- | -------------- | ------------------------- | ------------------------ |
| Francia     | 7 maggio 2010  | Download digitale         | Sony Music Entertainment |
| Austria     | 11 maggio 2010 | Download digitale         | Sony Music Entertainment |
| Belgio      | 11 maggio 2010 | Download digitale         | Sony Music Entertainment |
| Danimarca   | 11 maggio 2010 | Download digitale         | Sony Music Entertainment |
| Finlandia   | 11 maggio 2010 | Download digitale         | Sony Music Entertainment |
| Italia      | 11 maggio 2010 | Download digitale         | Sony Music Entertainment |
| Norvegia    | 11 maggio 2010 | Download digitale         | Sony Music Entertainment |
| Paesi Bassi | 11 maggio 2010 | Download digitale         | Sony Music Entertainment |
| Portogallo  | 11 maggio 2010 | Download digitale         | Sony Music Entertainment |
| Spagna      | 11 maggio 2010 | Download digitale         | Sony Music Entertainment |
| Stati Uniti | 11 maggio 2010 | Download digitale         | Sony Music Entertainment |
| Svezia      | 11 maggio 2010 | Download digitale         | Sony Music Entertainment |
| Svizzera    | 11 maggio 2010 | Download digitale         | Sony Music Entertainment |
| Regno Unito | 31 maggio 2010 | Download digitale         | Sony Music Entertainment |
| Regno Unito | 17 giugno 2010 | Airplay (Pop Mix Version) | Sony Music Entertainment |
| Francia     | 19 luglio 2010 | CD singolo                | Sony Music Entertainment |